# Torneo de las Cuatro Naciones 1908

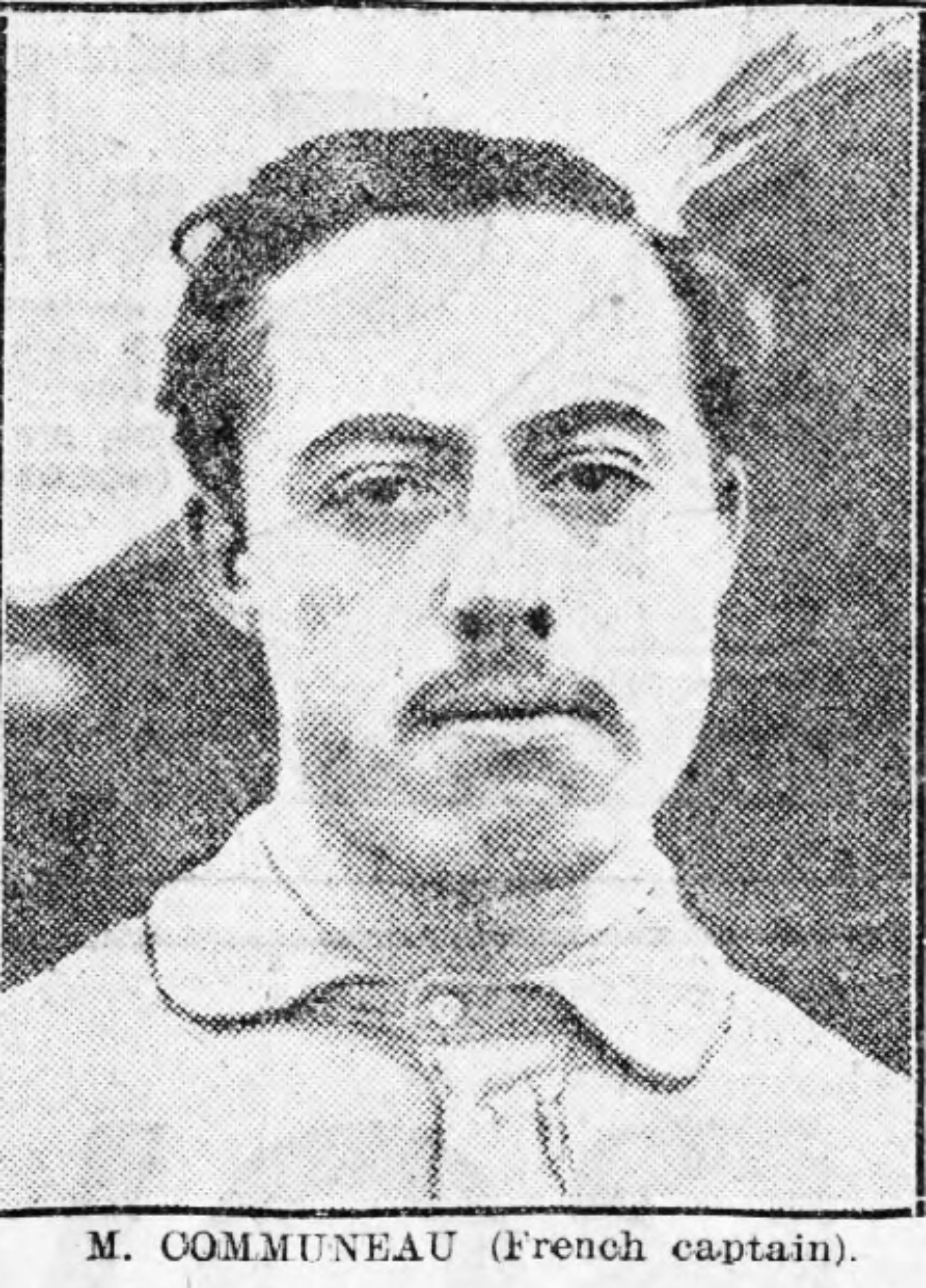
Marcel Communeau (1885 – 1971), miembro del equipo de rugby de Francia entre 1906 y 1913

El Torneo de las Cuatro Naciones de 1908 (Home Nations Championship 1908) fue la 26° edición del principal Torneo de rugby del Hemisferio Norte.
El campeón del torneo fue la selección de Gales.

## Clasificación
| Lugar | Selección  | Partidos | Partidos | Partidos  | Partidos | Puntos  | Puntos    | Puntos | Tabla de puntos |
| Lugar | Selección  | Jugados  | Ganados  | Empatados | Perdidos | A favor | En contra | dif.   | Tabla de puntos |
| ----- | ---------- | -------- | -------- | --------- | -------- | ------- | --------- | ------ | --------------- |
| 1     | Gales      | 3        | 3        | 0         | 0        | 45      | 28        | +17    | 6               |
| 2     | Escocia    | 3        | 1        | 0         | 2        | 32      | 32        | 0      | 2               |
| 3     | Inglaterra | 3        | 1        | 0         | 2        | 41      | 47        | -6     | 2               |
| 4     | Irlanda    | 3        | 1        | 0         | 2        | 24      | 35        | -11    | 2               |

## Resultados
| 18 de enero | Gales | 28 - 18 | Inglaterra | Bristol, |  |

| 1 de febrero | Gales | 6 - 5 | Escocia | Swansea, |  |

| 8 de febrero | Inglaterra | 13 - 3 | Irlanda | Richmond, |  |

| 29 de febrero | Irlanda | 16 - 11 | Escocia | Dublín, |  |

| 14 de marzo | Irlanda | 5 - 11 | Gales | Belfast, |  |

| 21 de marzo | Escocia | 16 - 10 | Inglaterra | Edimburgo, |  |

## Premios especiales
- Grand Slam:  Gales
- Triple Corona:  Gales
- Copa Calcuta:  Escocia